# Braunauer Parlament
Braunauer Parlament ist eine Bezeichnung für den bayerischen Landesdefensionskongress zu Braunau am Inn im Dezember 1705. Es handelt sich um das erste Parlament in Bayern, in dem – fast hundert Jahre vor der französischen Revolution – Vertreter der Bauern, des städtischen Bürgertums und des regionalen Adels gleiche Stimm- und Rederecht hatten. Dieses erste freie Parlament in Bayern rief zum Volksaufstand gegen kaiserliche Unterdrückung von außen auf und organisierte und schickte dazu Truppen. Braunau gilt als eine der – etwas vergessenen – „Geburtsstätten“ von moderner Demokratie und politischer Freiheit.
Der bayerische Volksaufstand gegen die Besatzung durch den in Wien residierenden römisch-deutschen Kaiser Joseph I. von 1705/06 ist gewöhnlich durch die Sendlinger Mordweihnacht und die Volkssage vom Schmied von Kochel bekannt. Weniger bekannt ist, dass dieser überwiegend von Bauern getragener Oberländeraufstand lediglich ein verhältnismäßig kleiner Teil einer großen bayerischen Volkserhebung war, die weite Gebiete Niederbayerns, das Innviertel und das östliche Oberbayern beherrscht hat. Die in diesen Landstrichen liegenden Städte und Festungen wurden erobert und der  Aufstand der Bauern und der dortigen Städter griff auf den Bayerischen Wald, Teile der Oberpfalz sowie Kelheim an der Donau (Krausaufstand) über. Das Braunauer Parlament trug zu diesem Volksaufstand wesentlich durch die Aufstellung von Truppen bei, die im Unterschied zu den Oberländern durch militärisch kundige Adelige geführt wurden und mit erbeuteten Waffen aus den Arsenalen der eroberten Städten ausgerüstet waren. Als sie im Dezember 1705 vor München vorgerückt waren, gelang die Vereinigung der Truppen des Braunauer Parlamentes mit dem gleichzeitig vorgerückten Oberländer Bauern nicht, was zum Scheitern der geplanten Eroberung von München und zur späteren militärischen Niederlage des bayerischen Volksaufstandes beitrug.

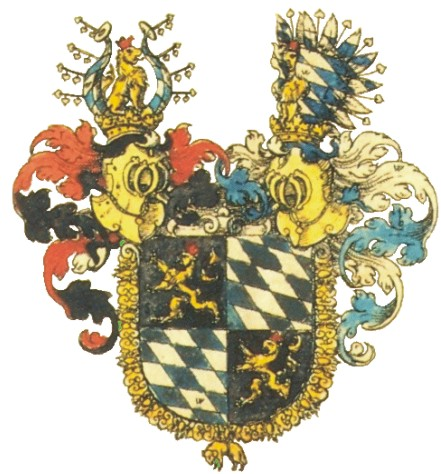
Wappen Bayern 1703

## „Freiheit, Gleichheit, Brüderlichkeit“
Zu Beginn des 18. Jahrhunderts blickte Europa nach Bayern. In der Schlacht von Höchstädt 1704 verschob sich die politische Achse im Spanischen Erbfolgekrieg. Durch den Sieg der Alliierten über den bayerischen Kurfürsten Max Emanuel  musste dieser Bayern verlassen, kaiserlich-österreichische Besatzungstruppen pressten das Land aus. Passiver schlug in aktiven Widerstand um.
Die Menschen in Bayern nahmen ihr Schicksal selbst in die Hand. Dieser einzige echte Volksaufstand der bayerischen Geschichte richtete sich gegen eine Kaiserliche Fremdherrschaft, die Bayern und seine Menschen rücksichtslos ausbeutete. Die kurbayerische Landesdefension organisierte Truppen und sogar ein Parlament, das in Braunau tagte und daher auch als Braunauer Parlament bezeichnet wird. In diesem Parlament waren alle vier bayerischen Stände mit gleichem Stimm- und Rederecht vertreten, auch der Adel, zum kleinen Teil auch der Klerus. 

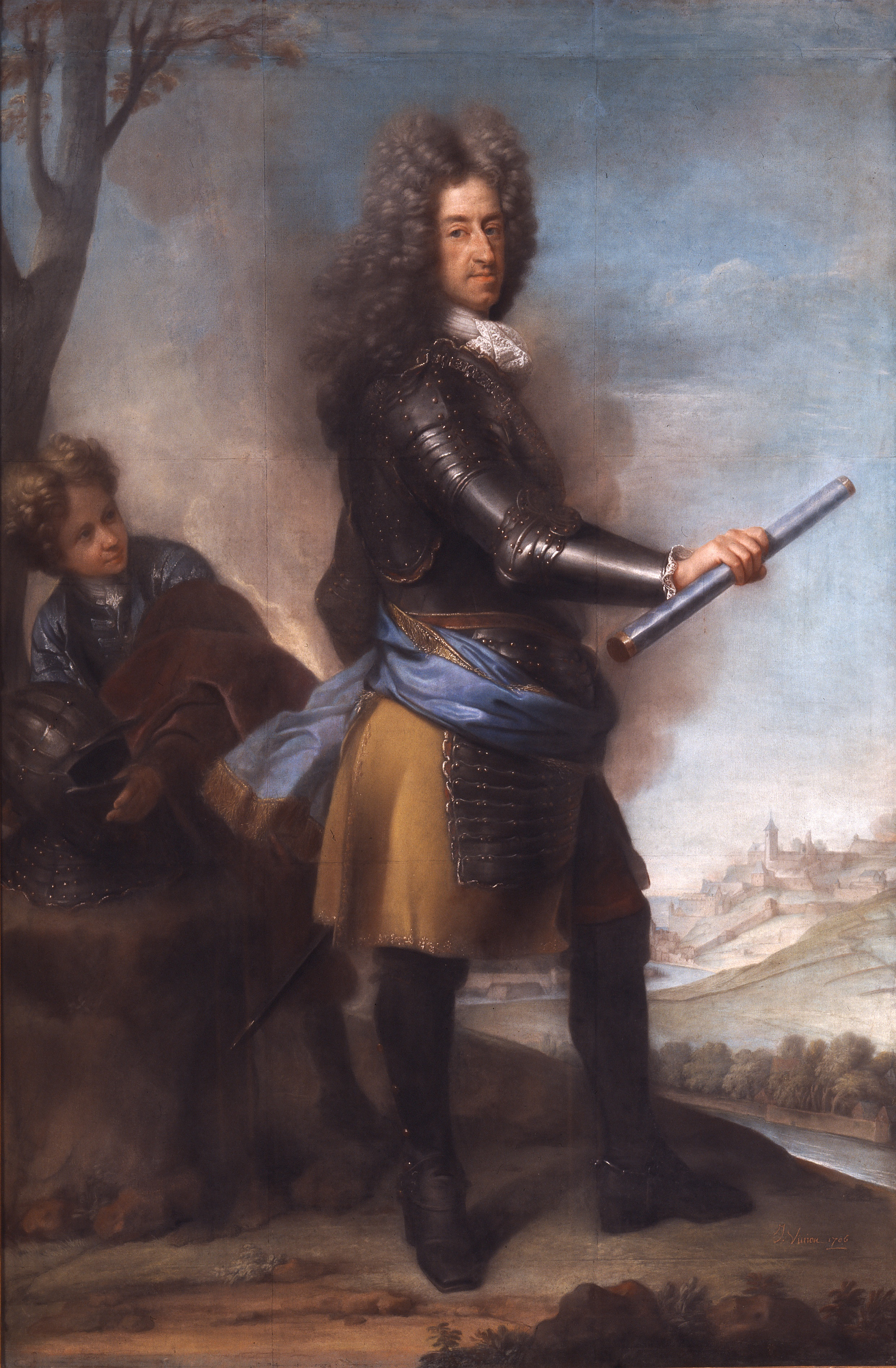
Max Emanuel vor der Stadt Mons

 In Ansätzen wurden während des  Volksaufstandes auch revolutionäre Parolen geäußert, die auf allgemeine Freiheitsrechte und Volkssouveränität hinausliefen, nicht bloß auf die Befreiung von der kaiserlich-österreichischen Besatzung.

## Zeitlicher Ablauf
Am 26. November 1705 war die Festung Braunau vom kaiserlichen Festungskommandanten Georg Ignaz Graf von Tattenbach an die Aufständischen übergeben worden. Noch lange vor der Französischen Revolution, und einem deutschen Frühparlamentarismus trafen sich am 21. Dezember 1705 im Stadtquartier des Freiherrn von Paumgarten im Gasthof Breuninger in Braunau am Inn Vertreter der vier Stände Adel, Klerus, Bürger und Bauern.

### Beschlüsse des Defensionskongresses zu Braunau
Bauernsöhne, wohl vor allem Hoferben, waren ursprünglich unter den Aufständischen stark vertreten, doch erwiesen sich diese laut Christian Probst als besonders unzuverlässige Landesverteidiger; ihre Väter bestachen die Offiziere, damit sie ihre Söhne nach Hause gehen ließen. Aus diesem Grund beschloss der Kongress am 23. Dezember 1705 unter anderem:
„Und soll sich kein Officierer, er auch sey, Macht und Gewalt nehmen, einen gestelten Mann von seiner Compagnie, wohin er gestellet worden, zu entlassen, damit nicht geschehe, wie man vormahls gethan, daß nemlich die Officierer von denen reichen Bauern-Söhnen das Geld nehmen, die Armen alsdann stehen bleiben.“

### Niederlage
Als am 9. Januar 1706 in Braunau die Nachricht von der Vernichtung des Hoffmannschen Korps in der Schlacht von Aidenbach eintraf, bemächtigte sich des Landesdefensionskongresses eine tiefe Entmutigung.
Doch bereits am folgenden Tag ordnete der Kongress die Durchführung seiner Beschlüsse der letzten Tage an, insbesondere die Durchführung des Generalaufgebotes und die Aufstellung des Dragonerregiments. Unterwerfen wollte man sich nicht. Auf der anderen Seite verlangten jetzt vor allem die Abgeordneten der Städte und Märkte immer nachdrücklicher, dass man Friedensverhandlungen einleiten sollte, worauf der Kongress beschloss, eine Deputation an den Fürsterzbischof von Salzburg Johann Ernst Graf von Thun zu schicken und durch Graf Tattenbach mit Freiherrn von Kriechbaum Kontakt aufzunehmen.
Am 11. Januar 1706 reiste die Deputation zu Friedensverhandlungen nach Salzburg. Ihr gehörte neben Bürgermeister Franz Dürnhardt die Freiherrn von Paumgarten und von Prielmayr, Bürgermeister Georg Ludwig Harter von Burghausen und der Bauer Franz Nagelstätter an. Am 13. Januar wurde Schärding, am 16. Cham, am 17. Braunau den Kaiserlichen übergeben und am 18. Januar 1706 kapitulierte Burghausen als letzte Stadt, die sich noch in der Hand der Landesdefension befand.

## Direktorium des Braunauer Parlaments

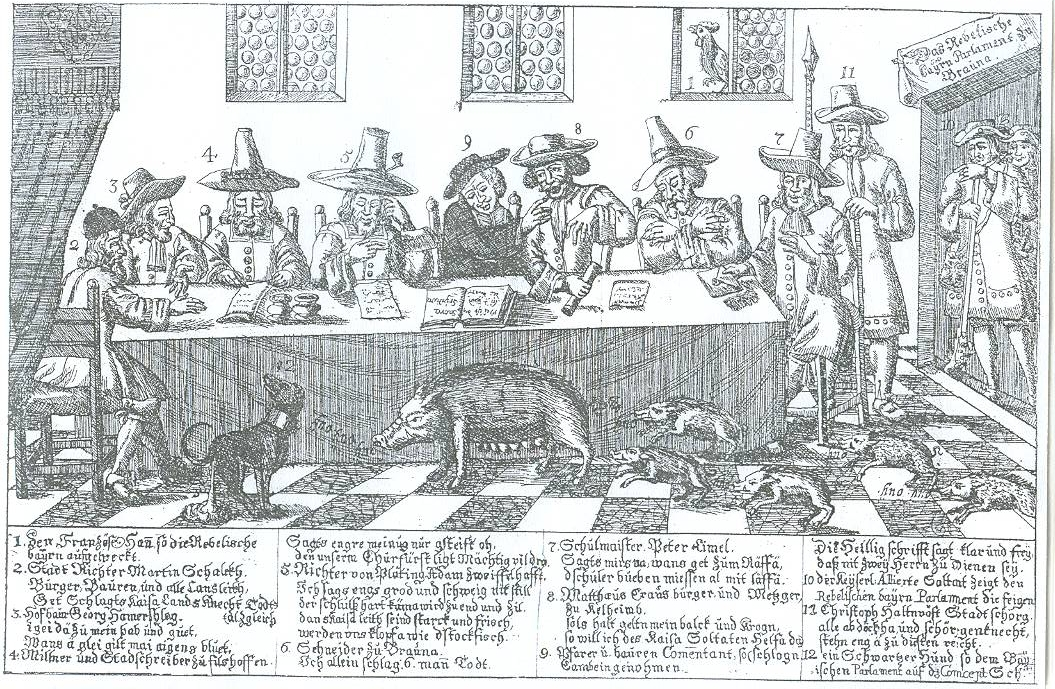
Spottbild des Parlaments, wahrscheinlich zeitgenössisch

Laut Angaben von Henric L. Wuermeling bildeten folgende sechs Abgeordnete das Direktorium des Kongresses:
- Franz von Baumgarten (oder Paumgarten) ist als Hausherr Präsident des Parlaments
- Joseph Franz Graf von Aham aus Mauerkirchen
- Johann Baptist von Leyden aus Schärding
- Franz Bernhard Freiherr von Prielmayr als Vertreter der Regierung Burghausen
- Freiherr von Widmann als Rentmeister von Burghausen
- Ludwig Karl d’Ocfort zu Schedling als General und Kriegsminister im Direktorium
- Georg Sebastian Plinganser musste seine Funktion an d’Ocfort abgeben und wurde „Sekretär der Kriegsdirektion und Protokollführer der Landesdefension“

Als weitere Abgeordnete nennt Wuermeling den Wirt Paulus Hartinger als Vertreter des Magistrats Burghausen, den Seiler Franz Platianer als Vertreter der Burghauser Bürger und den Bauern Nagelstätter. Offizieller Sprecher der Bauern-Fraktion ist Andreas Thanner, ein Kupferschmied aus Braunau.

### Zum Kupferstich
Das Rebelische bayrn Parlament zu Brauna
Kupferstich
Bezirksmuseum Braunau am Inn (11859)
Transkription: Dr. Stephan Deutinger, München
1. Der Französische Han so die Rebelische bayrn aufgeweckt.
2. Stadt Richter Martin Schalckh. Burger, Bauren und alle Lansleith, Get Schlagts Kaisa Landsknecht Todt alzgleich.
3. Hofbaur Georg Hamershlag. i gei däzu mein hab und guet, Wans a glei gilt mai aigens bluet.
4. Millner und Stadschreiber zu filshoffen. Sagts engre meinug nur gsteift oh, denn unserm Churfürst ligt Mächtig vil dro.
5. Richter von Pläting Adam Zweiffelhafft. Ich sags engs grod und schweig nit still, der schluß hart käma wird zu end und zil, dan skaisa leith seind starck und frisch, werden uns klopfa wie d’stockfisch.
6. Schneider zu Brauna. Ich allein schlag 6 mann Todt.
7. Schulmaister Peter Limel. Sagts mirs na, wans get zum Räffä, dschuler bueben miessen al mit läffä.
8. Matthaeus Craus burger und Metzger zu Kelheimb. sols halt geltn mein balck und krogn, so will ich des Kaisa Soltaten helfa daschlogn.
9. Pfarer und bauren Commentant, so Camb eingenohmen. Die Heillig schrifft sagt klar und frey, daß nit zwey Herrn zu Dienen sey.
10. der Keyserlich Alliierte Soltat zeigt den Rebelischen bayrn Parlament die feigen.
11. Christoph Haltnvöst Stadtschörg. alle abdöckha und schörgenknecht, stehn eng a zu diensten recht.
12. ein Schwartzer Hund so dem Bayrischen Parlament auf das Concept Sch…